# 小清水漸
小清水 漸（こしみず　すすむ、1944年10月19日 - ）は、日本の彫刻家・インスタレーション・アーティスト。京都市立芸術大学名誉教授。
愛媛県生まれ。小清水は1980年から京都市立芸術大学の専任教員であったが、後に、宝塚大学の教員となり、2011年7月末に前任者の西村武が健康を害して学長職を退いたのを受けて学長代行となり、10月には学長となって、2014年までその任にあった。
また、1960年代後半から70年代にかけて台頭した「もの派」 グループの中心メンバーとしても知られている。「もの派」とは、作家の干渉を最大限に排除し、主に石、砂、木、綿、ガラスや鉄といったありのままの物質をそのままの形で配置した彫刻やインスタレーションで主に構成された反モダニズム的な作品を発表していた作家達のゆるやかな集まりのことを指す。

## 来歴
- 1944年 愛媛県宇和島に生まれる。
- 1966年 東京都立新宿高等学校卒業
- 1966年 多摩美術大学彫刻科に入学（後に中退[5]）。
- 1970年 第10回日本国際美術展 (東京ビエンナーレ)「人間と物質」(東京都美術館、後に京都市美術館へ巡回) に出品。
- 1971年 第7回パリ青年ビエンナーレに出品。田村画廊にて初個展を開催。
- 1976年 第37回ベニスビエンナーレに出品。
- 1980年 第39回ベニスビエンナーレに出品。
- 1986年 「前衛芸術の日本 1910-1970」(Japon des Avant Gardes 1910–1970) (ポンピドゥーセンター、パリ)に参加。
- 1983年 第17回サンパウロビエンナーレに出品。
- 1993年 東京画廊にて「小清水漸」展開催。
- 1999年 京都府文化賞功労賞受賞。
- 1994年 京都市立芸術大学教授となる。「戦後日本の前衛美術」("Japanese Art after 1945: Scream Against the Sky") 、(横浜美術館、グッゲンハイム美術館 (ニューヨーク)、サンフランシスコ近代美術館) に出展。
- 2004年 紫綬褒章受章[6]
- 2005年 「もの派−再考」（国立国際美術館）に参加。
- 2012年 2月「太陽へのレクイエム：もの派の美術」（Blum & Poe、ロサンゼルス）に参加。
- 2013年「Prima Materia」プンタ・デラ・ドガーナ（英語版） (ベニス) に参加。アメリカ国内での初個展がBlum & Poeにて開催される。
- 2015年「MONO-HA」(ムディマ財団 (Fondazione Mudima)、ミラノ) に参加。
- 2015年「現代京都藝苑2015　素材と知覚――『もの派』の根源を求めて」展に参加。

## 初期の作品
1960年代から70年代にかけての小清水のインスタレーションや彫刻作品は、 対象の中に内在するが目には見えない性質に焦点を当てたものであった。作家の、並列して置かれることによって明らかにされる彫刻の原点を明らかにしたいという欲求、ものの物質性への関心が作品にも反映していると言えよう。

## 《かみ》
《かみ 2》(後に「かみ 」へと改題) (1969年) は巨大な石を袋状の和紙で包んだ作品である。鑑賞者は袋の中をのぞき、内部の構造と外部の形状へと関連づける彫刻的な文脈の中で、純粋な石の大きさ、堅さと覆い隠す紙の薄い膜との対比を体験することができる。

## 《70年8月 石を割る》
「1970 年8月—現代美術の一断面」において展示された《70年8月 石を割る》もまた、小清水の代表的な作品の一点である。大きな御影石は東京国立近代美術館に運び込まれ、そこで真二つに割られた。当時小清水は、並置を避けつつ彫刻の原点を探そうとしていた。石を割り、その内部をあらわにする行為は、石そのものの物質性と存在を見せるための手段として行われたのである。

## 展覧会
1971年に田村画廊にて初個展が開催。1976年、1980年にはベニスビエンナーレに出品。また、もの派の再評価の契機のひとつとなった国内での展覧会「もの派—再考」(国立国際美術館、2005年) にも参加している。その他にも、横浜美術館、グッゲンハイム美術館、サンフランシスコ近代美術館を巡回した「戦後日本の前衛美術」展 (1994年)、パリのポンピドゥー・センターでの「ジャポン・デ・アヴァンギャルド 1910-1970」展（1986年）など国内外での大規模な展覧会に出品している。さらに、2012年2月にロサンゼルスのBlum & Poeギャラリーで行われた、米国内で初めて「もの派」 を検証した展覧会となった「太陽へのレクイエム：もの派の美術」展で紹介されたことを機に、アメリカにおいても小清水の存在が注目を集めることになった。 また、2013年には、同Blum & Poeギャラリーで、米国で初となる個展が開催され、同年には、「Prima Materia」(プンタ・デラ・ドガーナ、ベニス) にも参加している。
現在、小清水漸はBlum & Poeギャラリー（ロサンゼルス、ニューヨーク、東京）、東京画廊+BTAP（東京、北京）、ギャラリーヤマキファインアート（神戸）に所属している。

## パブリック・コレクション
東京国立近代美術館、東京都美術館、原美術館、名古屋市美術館、国立国際美術館、広島市現代美術館、テート・モダン、ダラス美術館ほか。